# Liste der denkmalgeschützten Objekte in Lilienfeld
Die Liste der denkmalgeschützten Objekte in Lilienfeld enthält die 21 denkmalgeschützten, unbeweglichen Objekte der Gemeinde Lilienfeld im niederösterreichischen Bezirk Lilienfeld.

## Denkmäler
| Foto |                 | Denkmal                                                                       | Standort                                       | Beschreibung | Metadaten |
| ---- | --------------- | ----------------------------------------------------------------------------- | ---------------------------------------------- | --- | --- |
| ja   | Datei hochladen | Heimatmuseum, Dienerturm HERIS-ID: 28084 Objekt-ID: 24635                     | Babenbergerstraße 3 Standort KG: Dörfl         | Durch den spätgotischen Torturm aus dem 14. Jahrhundert verlief bis 1789 die heutige Dörfl- bzw. Babenbergerstraße. Der dreigeschoßige Bau über quadratischem Grundriss hat ein verschindeltes Pyramidendach und dient seit 1960 als Bezirksheimatmuseum Lilienfeld, Mathias-Zdarsky-Skimuseum und Archiv. | BDA-Hist.: Q37917856 Status: § 2a Stand der BDA-Liste: 2025-06-30 Name: Heimatmuseum, Dienerturm GstNr.: .9/1 Dienerturm Lilienfeld |
| ja   | Datei hochladen | Hauptschule HERIS-ID: 28078 Objekt-ID: 24629                                  | Castellistraße 8 Standort KG: Dörfl            | Der große abgerundete dreigeschoßige Bau wurde 1928/29 von Rudolf Frass im Stil der Neuen Sachlichkeit erbaut. Von 1960 bis 1964 die seitlichen Achsen aufgestockt. Die Mittelachse hat einen Portal-Balkon-Vorbau mit Bronzeskulpturen von Wilhelm Frass. | BDA-Hist.: Q37917811 Status: § 2a Stand der BDA-Liste: 2025-06-30 Name: Hauptschule GstNr.: .81 |
| ja   | Datei hochladen | Arbeitsamt HERIS-ID: 28082 Objekt-ID: 24633                                   | Dörflstraße 2 Standort KG: Dörfl               | Der zweigeschoßige späthistoristische Bau unter Schopfwalmdach und Putzfassade wurde 1904 von Heinrich Wohlmeyer erbaut. Gegen Osten ist er mit dem Tor- und Wachtturm verbunden. | BDA-Hist.: Q37917839 Status: Bescheid Stand der BDA-Liste: 2025-06-30 Name: Arbeitsamt GstNr.: .9/2 |
| ja   | Datei hochladen | Stadtamt HERIS-ID: 28067 Objekt-ID: 24618                                     | Dörflstraße 4 Standort KG: Dörfl               | Der historistische dreiseitige zweigeschoßige Bau, unter einem Walmdach mit Uhrentürmchen in Form eines Dachreiters, wurde 1888 nach Plänen von Dominik Avanzo anstelle des ehemaligen Armenhauses erbaut. | BDA-Hist.: Q37917755 Status: § 2a Stand der BDA-Liste: 2025-06-30 Name: Stadtamt GstNr.: 50/2 Gemeindehaus Lilienfeld |
| ja   | Datei hochladen | Figurenbildstock hl. Johannes Nepomuk-Gruppe HERIS-ID: 28069 Objekt-ID: 24620 | vor Dörflstraße 4 Standort KG: Dörfl           | Die lebensgroße Gruppe mit Johannes Nepomuk, Engel und Folterknecht wurde 1712 unter Abt Sigismund Braun (1695–1716) von Christoph Brandl als monumentales barockes Brückendenkmal am Brückenkopf der ehemaligen hölzernen Traisenbrücke errichtet. | BDA-Hist.: Q37917791 Status: § 2a Stand der BDA-Liste: 2025-06-30 Name: Figurenbildstock hl. Johannes Nepomuk-Gruppe GstNr.: .59 John of Nepomuk group, Lilienfeld                                                                                                |
| ja   | Datei hochladen | Almanlage Klostereben HERIS-ID: 28164 Objekt-ID: 24718                        | Klosteralm 6 Standort KG: Hintereben           | Bei dem Almhaus des Stiftes Lilienfeld handelt es sich um einen Paarhof im Kern aus dem 17./18. Jahrhundert, mit einem eingeschoßigen Wohnteil unter Walmdach mit segmentbogigen Eingängen, tonnengewölbtem Keller und ehemaliger Rauchküche. 1812–1818 erfolgte der Anbau einer kleinen Kapelle mit Rundapsis und Kalottengewölbe und eines Wirtschaftsgebäudes mit Walmdach. Die Alm liegt westnordwestlich des Muckenkogels. | BDA-Hist.: Q37918492 Status: § 2a Stand der BDA-Liste: 2025-06-30 Name: Almanlage Klostereben GstNr.: .12 Almanlage Klostereben - Muckenkogel, Lilienfeld |
| ja   | Datei hochladen | Wohnhaus HERIS-ID: 28194 Objekt-ID: 24749                                     | Höhenstraße 2 Standort KG: Lilienfeld          | Etwa einen Kilometer südlich des Stiftes Lilienfeld entstand in der Mitte des 19. Jahrhunderts im Hölltal ein Kalkofen mit angeschlossener Kalkmühle zum Kalklöschen. Die Produktion diente nur zum Eigengebrauch des Klosters, der Kalkstein wurde in der Umgebung abgebaut. 1955 wurde das ursprünglich ebenerdige Gebäude aufgestockt und zu einem Wohnhaus umfunktioniert. | BDA-Hist.: Q37918702 Status: § 2a Stand der BDA-Liste: 2025-06-30 Name: Wohnhaus GstNr.: .115 |
| ja   | Datei hochladen | Anlage Zisterzienserstift Lilienfeld HERIS-ID: 67272 Objekt-ID: 80223         | Klosterrotte 1 Standort KG: Lilienfeld         | Das Stift Lilienfeld, 1202 durch Leopold VI. gegründet, gilt als eines der schönsten Denkmäler mittelalterlicher Baukunst in Österreich und ist die größte erhaltene Klosteranlage der Zisterzienser in Mitteleuropa. Anmerkung: Das Denkmalobjekt beinhaltet auch einige nicht unmittelbar zum Stift gehörende Gebäude, etwa das Torgebäude am Platzl mit den zwei danebenstehenden Türmchen und den Stiftsgarten mit den Staffagebauten (Tempel und „Chineser“).                                                                                          | BDA-Hist.: Q674996 Status: § 2a Stand der BDA-Liste: 2025-06-30 Name: Anlage Zisterzienserstift Lilienfeld GstNr.: 40, .1, .3, .34, .35, .75, .77, .101, 28, 41, 42/1, 46/1, 46/2, 50, 51, 53, 59, 75, 76/3, 148, 149/1, 152/3, 152/5, 155, 46/3 Stift Lilienfeld |
| ja   | Datei hochladen | Ehem. Stiftsmeierhof HERIS-ID: 28192 Objekt-ID: 24746                         | Klosterrotte 7 Standort KG: Lilienfeld         | Der große zweihöfige Wirtschaftshof, stammt im Kern aus dem 15./16. Jahrhundert und wurde im 17. und 19. Jahrhundert erweitert. Der Bau hat ein- bis zweigeschoßige Trakte unter Satteldächern, nördlich zwei gotische Rundbogenportale, im Osten, Westen und Süden ehemalige Stallungen aus dem 17. Jahrhundert mit darüberliegendem Speichergeschoß. | BDA-Hist.: Q37918665 Status: Bescheid Stand der BDA-Liste: 2025-06-30 Name: Ehem. Stiftsmeierhof GstNr.: .2 Stift Lilienfeld - Meierhof |
| ja   | Datei hochladen | E-Werk/Umspannwerk HERIS-ID: 28174 Objekt-ID: 24728                           | Liese Prokop Straße 7 Standort KG: Dörfl       | Das Elektrizitätswerk des Stiftes wurde 1902 erbaut. Der hakenförmige, mehrmals erweiterte Bau unter Schopfwalmdächern beherbergt eine Francis-Turbine, bezeichnet: „Maschinenfabrik Ganz und Comp. Leobersdorf bei Wien 1902“. | BDA-Hist.: Q37918565 Status: § 2a Stand der BDA-Liste: 2025-06-30 Name: E-Werk/Umspannwerk GstNr.: 166 |
| ja   | Datei hochladen | Wohnhaus HERIS-ID: 28193 Objekt-ID: 24748                                     | Platzl 1 Standort KG: Lilienfeld               | Das repräsentative dreigeschoßige Eckhaus, 1899 von Heinrich Wohlmeyer errichtet, 1945 nach Kriegsschäden Abtragung der Kuppel, zeigt eine späthistoristische Platzfassade mit klassizierenden, secessionistischen bzw. neobarocken Formen. | BDA-Hist.: Q37918682 Status: § 2a Stand der BDA-Liste: 2025-06-30 Name: Wohnhaus GstNr.: .7 |
| ja   | Datei hochladen | Aufnahmsgebäude Lilienfeld HERIS-ID: 28178 Objekt-ID: 24732                   | Zdarskystraße 12 Standort KG: Lilienfeld       | Der zweigeschoßige Bau unter Schopfwalmdach mit Natursteinfassade wurde 1892 erbaut. | BDA-Hist.: Q37918580 Status: Bescheid Stand der BDA-Liste: 2025-06-30 Name: Aufnahmsgebäude Lilienfeld GstNr.: .81 Aufnahmsgebäude Bahnhof Lilienfeld |
| ja   | Datei hochladen | Wohn- und Geschäftshaus HERIS-ID: 28179 Objekt-ID: 24733                      | Zdarskystraße 5 Standort KG: Lilienfeld        | Bei dem Wohn- und Geschäftshaus handelt es sich um einen ehemaligen Pferdestall, im Kern aus dem 17./18. Jahrhundert, der 1839 vom Stift Lilienfeld erworben und 1912 umgebaut wurde. Der zweigeschoßige Bau trägt ein Satteldach. | BDA-Hist.: Q37918599 Status: § 2a Stand der BDA-Liste: 2025-06-30 Name: Wohn- und Geschäftshaus GstNr.: 26/2 |
| ja   | Datei hochladen | Prälatengruft HERIS-ID: 28173 Objekt-ID: 24727                                | Friedhofgasse 3, bei Standort KG: Lilienfeld   | Gruft, darüber 1888 nach Plänen von Dominik Avanzo errichtete Gruftkapelle in Neorenaissance-Formen. | BDA-Hist.: Q37918548 Status: § 2a Stand der BDA-Liste: 2025-06-30 Name: Prälatengruft GstNr.: .80 |
| ja   | Datei hochladen | Kalvarienberg/Kreuzweg HERIS-ID: 28095 Objekt-ID: 24646                       | Im Tal 2, in der Nähe Standort KG: Lilienfeld  | Die figurenreiche barocke Anlage wurde 1675 auf Anregung der Lilienfelder Erzbruderschaft hl. Josef begonnen und 1677 durch Abt Matthäus Kolweiß geweiht. Die Anlage wurde 1945 durch Bomben beschädigt und 1969–1971 restauriert. Drei Treppenläufe führen zur Grab-Christi-Kapelle, am höchsten Punkt des Felsens steht eine Kreuzigungsgruppe. | BDA-Hist.: Q37917897 Status: § 2a Stand der BDA-Liste: 2025-06-30 Name: Kalvarienberg/Kreuzweg GstNr.: 86/1 Kalvarienberg Lilienfeld |
| ja   | Datei hochladen | Friedhof christlich HERIS-ID: 70823 Objekt-ID: 83962                          | Friedhofgasse 3 Standort KG: Lilienfeld        | Der Friedhof wurde 1786 südlich des Meierhofes angelegt und 1888 sowie 1893 erweitert. Über der Prälatengruft wurde 1888 eine Gruftkapelle in Neorenaissance-Formen errichtet. | BDA-Hist.: Q38126066 Status: § 2a Stand der BDA-Liste: 2025-06-30 Name: Friedhof christlich GstNr.: 111/2, 111/5, 111/7, 114, .88, .68 |
| ja   | Datei hochladen | Marktler-Kapelle HERIS-ID: 28113 Objekt-ID: 24664                             | bei Marktler Straße 33 Standort KG: Marktl     | Die Marktler-Kapelle ist ein kleiner barocker Rechteckbau aus der zweiten Hälfte des 17. Jahrhunderts mit Rundapsis, geschwungenem Giebel und Korbbogenöffnung. | BDA-Hist.: Q37917973 Status: § 2a Stand der BDA-Liste: 2025-06-30 Name: Marktler-Kapelle GstNr.: .92 |
| ja   | Datei hochladen | Breitlerkapelle HERIS-ID: 28111 Objekt-ID: 24662                              | bei Marktler Straße 47 Standort KG: Marktl     | Die Breitlerkapelle ist ein kleiner barocker Rechteckbau aus der zweiten Hälfte des 18. Jahrhunderts mit Zeltdach und Rundbogenöffnung. | BDA-Hist.: Q37917954 Status: § 2a Stand der BDA-Liste: 2025-06-30 Name: Breitlerkapelle GstNr.: .91 |
| ja   | Datei hochladen | Aufnahmsgebäude, ehem. Bahnhof Schrambach HERIS-ID: 28096 Objekt-ID: 24647    | Mariazeller Straße 13 Standort KG: Schrambach  | Der ehemalige Bahnhof Schrambach wurde 1877 erbaut, ein eingeschoßiger Bau mit Natursteinfassade unter Satteldach und seitlichem Anbau mit Laube. | BDA-Hist.: Q37917916 Status: Bescheid Stand der BDA-Liste: 2025-06-30 Name: Aufnahmsgebäude, ehem. Bahnhof Schrambach GstNr.: .63 Aufnahmsgebäude Bahnhof Schrambach                                                                                              |
| ja   | Datei hochladen | Gasthaus Hof am Steg HERIS-ID: 28101 Objekt-ID: 24652                         | Schrambacher Straße 29 Standort KG: Schrambach | Das Gebäude wurde 1311 urkundlich erwähnt, gehörte bis 1784 zum Chorherrenstift St. Pölten, und war danach Gasthof. Die in der Substanz hochmittelalterliche, ein- bis zweigeschoßige Anlage um großen Hof besteht aus einem zweigeschoßigen Haupttrakt unter Schopfwalm- bzw. Mansarddach, einer ehemaligen Kapelle, und einem südlich etwas zurückgesetzten Wirtschaftstrakt. | BDA-Hist.: Q37917936 Status: Bescheid Stand der BDA-Liste: 2025-06-30 Name: Gasthaus Hof am Steg GstNr.: .35 Gasthaus Hof am Steg |
| ja   | Datei hochladen | Schloss Berghof, Landesberufsschule HERIS-ID: 28092 Objekt-ID: 24643          | Berghofstraße 14 Standort KG: Stangenthal      | Das Schloss Berghof wurde 1839 nach Plänen von Moritz von Loehr für Ignaz Castelli erbaut, in der 2. Hälfte des 20. Jahrhunderts erfolgten Umbauten und Erweiterungen, ehemals eine gestaltete Parkanlage. 1854 ging der Besitz an Rudolph von Vivenot, dann an Alfred von Lindheim bis 1914, und ab 1960 gehörte das Schloss dem Land Niederösterreich und wurde zur Landesberufsschule adaptiert. Der spätklassizistische Bau mit zweigeschoßigem Mittelteil unter Walmdach mit eingeschoßigen Seitenflügeln hat an seiner Schauseite einen Balkonvorbau. | BDA-Hist.: Q37917877 Status: § 2a Stand der BDA-Liste: 2025-06-30 Name: Schloss Berghof, Landesberufsschule GstNr.: 205/46 Schloss Berghof, Lilienfeld |